# Carrollton (Georgie)
Carrollton je město v Carroll County, v Georgii, ve Spojených státech amerických. V roce 2011 žilo ve městě 24419 obyvatel.

## Demografie
Podle sčítání lidí v roce 2000 žilo ve městě 19843 obyvatel, 7121 domácností. V roce 2011 žilo ve městě 11593 mužů (47,5%), a 12826 žen (52,5%). Průměrný věk obyvatele je 26 let.